# إيدي لويس (لاعب بريطاني)
ايدي ليويس (بالإنجليزية: Eddie Lewis)‏ (3 يناير 1935 بمانشستر في المملكة المتحدة - 2 مايو 2011 بجوهانسبرغ في المملكة المتحدة) هو مدرب كرة قدم ولاعب كرة قدم بريطاني في مركز الهجوم. لعب مع بريستون نورث إيند ومانشستر يونايتد ووست هام يونايتد ونادي ليتون أورينت ونادي فوكستون.